# Günter Hartmann
Günther Hartmann (Halberstadt, 18 maart 1930) was een Oost-Duits politicus. In 1945 werd hij lid van de Antifascistische Jeugd Commissie. Tijdens de landhervormingscampagne van de Sovjet-autoriteiten was hij landmeter.
In 1946 trad hij toe tot de Freie Deutsche Jugend. Van 1947 tot 1948 volgde hij een opleiding tot gediplomeerd ingenieur. In 1948 werd hij lid van de Nationaal Democratische Partij van Duitsland (NDPD) en tevens jeugdleider van de FDJ in Kölleda. Van 1949 tot 1950 was hij jachtopziener.
In 1951 werd Hartmann in de Hoofdcommissie (bestuur) van de NDPD gekozen (tot 1958) en van 1952 tot 1954 was hij lid van het districtsbestuur van de NDPD in Halle. Van 1956 tot 1960 volgde hij (via het afstandsonderwijs) een universitaire studie.
Van 1967 tot 1990 was Hartmann opnieuw lid van de Hoofdcommissie van de NDPD en van 1972 tot 1990 van de Hoofdcommissie en het Secretariaat van het Partijbestuur van de NDPD. Daarnaast was hij lid van het Presidium van de Vredesraad van de DDR, lid van het Presidium van de Liga van de Volkerenvriendschap. Van 1972 tot 1990 was hij lid van de Nationale Raad van het Nationaal Front.
Sedert 1974 was Hartmann lid van de Chili Commissie van de DDR. Deze commissie keerde zich tegen de dictatuur in Chili. 
Van 1972 tot 1990 was hij lid van de Volkskammer (Oost-Duits parlement).
In 1987 werd Hartmann vicevoorzitter van de NDPD en van november 1989 tot januari 1990 nam hij het voorzitterschap van zijn partij waar. Nadien was hij lid van de Bund Freier Demokraten en na de Duitse Hereniging van de Freie Demokratische Partei (FDP).